# 阿卜杜勒哈基姆·哈吉耶夫
阿卜杜勒哈基姆·库特布季诺维奇·哈吉耶夫少将（羅馬化：Abdulkhakim Kutbudinovich Gadzhiyev；1966年2月13日—）是来自达吉斯坦的俄罗斯政治家。他在2021年选举中当选为北达吉斯坦选区的国家杜马议员。
哈吉耶夫于1966年出生于达吉斯坦苏维埃社会主义自治共和国卡兹别科夫区祖布特利。1992年毕业于内务部下诺夫哥罗德高等学校。2005年至2010年，他担任达吉斯坦内政部有组织犯罪控制司副司长。2016年至2021年，加吉耶夫担任俄罗斯国民警卫队北高加索区副司令。2021年，他从北达吉斯坦选区当选为第八届国家杜马议员。他是安全和反腐败委员会的成员。

## 制裁
哈吉耶夫于2022年因俄乌战争而受到英国政府制裁。